# Justine Bateman
Justine Bateman (ur. 19 lutego 1966 w Rye, w stanie Nowy Jork, USA) – amerykańska aktorka.